# Trofeo Matteotti 2024
Il Trofeo Matteotti 2024, settantaseiesima edizione della corsa e valida come prova dell'UCI Europe Tour 2024 categoria 1.1, si svolse il 15 settembre 2024 su un percorso di 194 km, con partenza e arrivo a Pescara, in Italia. La vittoria fu appannaggio del venezuelano Orluis Aular, il quale completò il percorso in 4h31'14", alla media di 42,915 km/h, precedendo l'italiano Alessandro Covi e il kazako Aleksej Lucenko.
Sul traguardo di Pescara 77 ciclisti, dei 131 partiti dalla medesima località, portarono a termine la competizione.

## Squadre e corridori partecipanti
| N.    | Cod. | Squadra                 |
| ----- | ---- | ----------------------- |
| 1-7   | UAD  | UAE Team Emirates       |
| 11-16 | JAY  | Team Jayco AlUla        |
| 21-27 | AST  | Astana Qazaqstan Team   |
| 31-37 | EFE  | EF Education-EasyPost   |
| 41-45 | RBH  | Red Bull-Bora-Hansgrohe |
| 51-57 | ARK  | Arkéa-B&B Hotels        |
| 61-67 | BWB  | Bingoal WB              |
| 71-77 | CJR  | Caja Rural-Seguros RGA  |
| 81-87 | COR  | Corratec Vini Fantini   |
| 91-97 | EKP  | Equipo Kern Pharma      |

| N.      | Cod. | Squadra                        |
| ------- | ---- | ------------------------------ |
| 101-106 | Q36  | Q36.5 Pro Cycling Team         |
| 112-117 | PTK  | Team Polti Kometa              |
| 121-127 | VBG  | VF Group-Bardiani CSF-Faizanè  |
| 131-136 | MBH  | Team MBH Bank Colpack Ballan   |
| 141-147 | PTL  | Petrolike                      |
| 151-158 | MGK  | MG.K Vis Colors for Peace      |
| 161-167 | AZT  | UM Tools Caffé Mokambo         |
| 171-177 | TER  | Team Technipes inEmiliaRomagna |
| 181-187 | JCL  | JCL Team Ukyo                  |
| 191-197 | IWD  | Work Service-Vitalcare-Dynatek |

## Ordine d'arrivo (Top 10)
| Pos. | Corridore         | Squadra    | Tempo    |
| ---- | ----------------- | ---------- | -------- |
| 1    | Orluis Aular      | Caja Rural | 4h31'14" |
| 2    | Alessandro Covi   | UAE        | s.t.     |
| 3    | Aleksej Lucenko   | Astana     | s.t.     |
| 4    | Davide De Pretto  | Jayco      | s.t.     |
| 5    | Marco Tizza       | Bingoal    | s.t.     |
| 6    | Giovanni Carboni  | Ukyo       | s.t.     |
| 7    | Marcel Camprubí   | Q36.5      | s.t.     |
| 8    | Kyrylo Carenko    | Corratec   | s.t.     |
| 9    | Georg Steinhauser | EF         | s.t.     |
| 10   | Thomas Silva      | Caja Rural | a 2"     |